# August von Goethe
August von Goethe (Weimar, 25 dicembre 1789 – Roma, 27 ottobre 1830) è stato uno scrittore tedesco.

## Biografia
Julius August Walther von Goethe fu l'unico dei cinque figli di Johann Wolfgang von Goethe e Christiane Vulpius a sopravvivere in età adulta.
Riceve lezioni private dallo studente di teologia Eisert; in seguito Friedrich Wilhelm Riemer gli impartisce lezioni di latino e greco, che gli consentono di frequentare il ginnasio di Weimar. 

Studia legge per tre semestri all'Università Ruprecht Karls di Heidelberg nel 1808- 1809.[ Durante questo periodo entra a far parte del Corpo della Guestphalia. Seguono altri tre semestri di studio all'Università di Jena.
Presta servizio alla corte di Karl August, granduca di Sassonia-Weimar-Eisenach.
Di carattere malinconico, all'età di 27 anni sposa Ottilie von Pogwisch (1796-1872) il 17 giugno 1817 a Weimar. Anche se il matrimonio si rivela difficile, la coppia ha tre figli: Walther, Wolfgang Maximilian (1820-1883) e Alma Sedina Henriette Cornelia (1827-1844).
Quando la madre Christiane muore nel 1816, August la sostituisce presso il padre come segretario e corrispondente. Consapevole dei propri limiti, il rapporto con la forte personalità del padre gli è molto difficile. Rimane di fatto subordinato al padre, lo accompagna nei suoi frequenti viaggi e senza alcun reale interesse, adempie ai desideri paterni di tenerne gli archivi di famiglia e i diari di viaggio. 
Per allontanarsi finalmente da casa e per cercare serenità, alla fine di aprile 1830 intraprende un viaggio in Italia con Johann Peter Eckermann, amico di suo padre. 

Il viaggio si svolge da Francoforte, Basilea, Losanna, Milano fino a Venezia, prima di far ritorno a Milano attraverso Mantova, Cremona e Lodi. Tornati a Milano, Eckermann si ammala e, a fine agosto, deve fare ritorno in patria. 
August continua da solo il suo viaggio in Italia e prosegue per La Spezia dove ha un incidente in carrozza e rimane ferito. Ristabilito in salute, prosegue il viaggio per Firenze, Livorno, Napoli e giunge infine a Roma.
A Roma, nell'ambiente intellettuale tedesco, entra in contatto anche con August Kestner, il figlio di Charlotte Buff, la Lotte amore giovanile del padre la cui figura è menzionata nel romanzo I dolori del giovane Werther. 

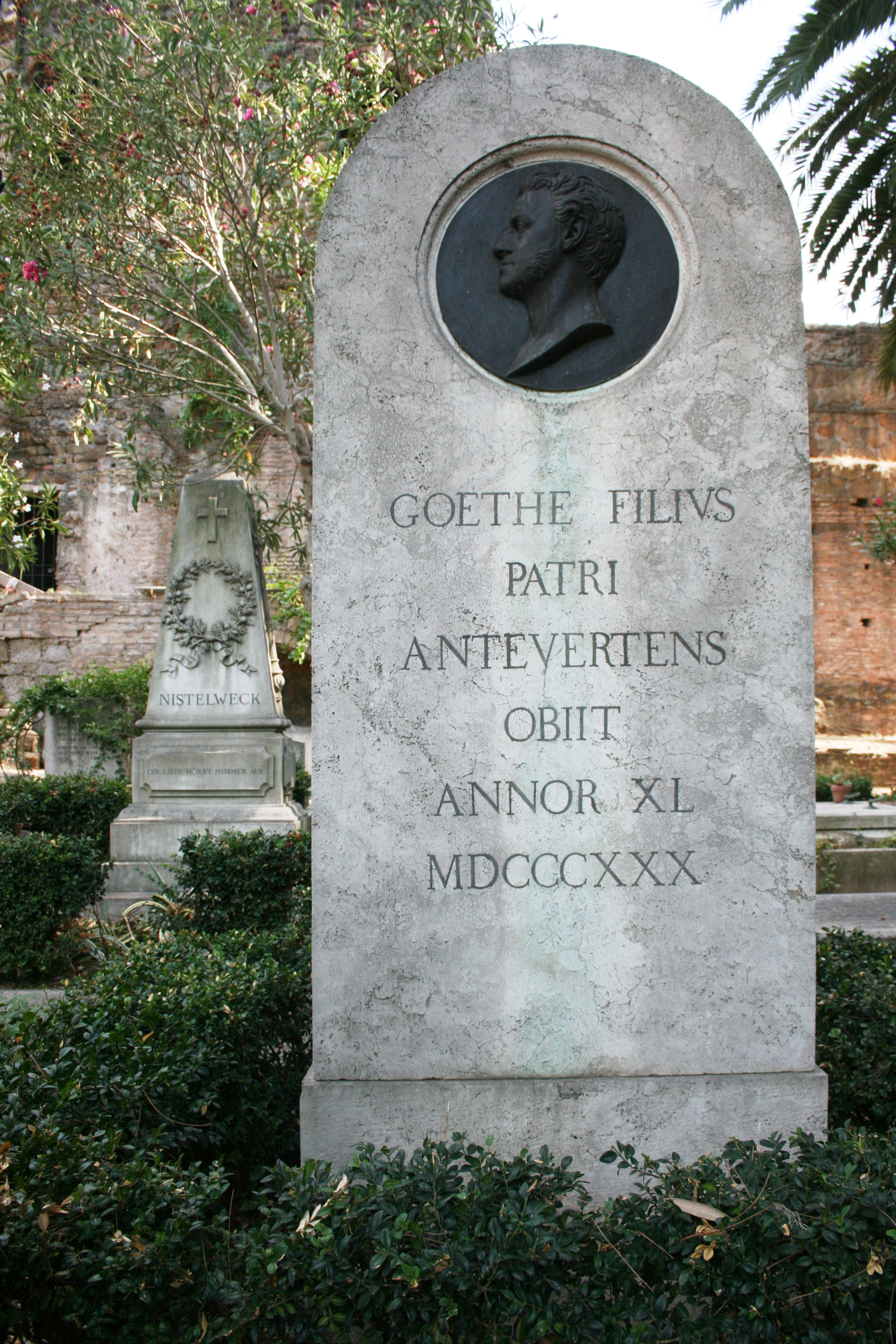
Tomba di August von Goethe
Roma, Cimitero degli inglesi

Il soggiorno romano di August è breve: contrae il vaiolo e muore nell'ottobre dello stesso 1830.
A cura degli artisti tedeschi in Roma è sepolto nel romano  Cimitero degli inglesi. La sua tomba è decorata da un medaglione con il suo profilo opera dello scultore danese Thorwaldsen e reca l’epitaffio composto da suo padre stesso: GOETHE FILIVS / PATRI / ANTEVERTENS / OBIIT / ANNOR[VM] XL / MDCCCXXX (Il figlio di Goethe, morì prima del padre all'età di quaranta anni nel 1830)